# Linnemannia
Linnemannia Vandepol & Bonito – rodzaj grzybów należący do typu Mucoromycota.

## Systematyka
Pozycja w klasyfikacji według Index Fungorum: Mortierellaceae, Mortierellales, Incertae sedis, Mortierellomycetes, Mortierellomycotina, Mucoromycota, Fungi.
Rodzaj utworzono przez wyłączenie niektórych gatunków z rodzaju Mortierella, który okazał się polifiletyczny.
Gatunki występujące w Polsce:
- Linnemannia elongata (Linnem.) Vandepol & Bonito 2020
- Linnemannia exigua (Linnem.) Vandepol & Bonito 2020
- Linnemannia fatshederae (Linnem.) Telagathoti, Probst & Peintner 2022
- Linnemannia gamsii (Milko) Vandepol & Bonito 2020
- Linnemannia hyalina (Harz) Vandepol & Bonito 2020
- Linnemannia sclerotiella (Milko) Vandepol & Bonito 2020
- Linnemannia zychae (Linnem.) Vandepol & Bonito 2020

Nazwy naukowe według Index Fungorum. Wykaz gatunków według W. Mułenki i in. (jako Mortierella).